# 特蕾西·威克姆
特蕾西·威克姆（英語：Tracey Wickham，1962年11月24日—），澳大利亚女子游泳运动员。她曾代表澳大利亚参加1978年和1982年英联邦运动会游泳比赛，获得四枚金牌、三枚银牌和一枚铜牌。她也曾参加1976年夏季奥运会。